# Soarele gol
Soarele gol (1957) (titlu original The Naked Sun) este cel de-al doilea roman al lui Isaac Asimov din seria Roboților. El a fost inițial serializat în Astounding Science Fiction între lunile octombrie și decembrie 1956 și, la fel ca și predecesorul său, Cavernele de oțel, reprezintă o combinație între romanul polițist și cel science fiction. 

## Intriga
Povestea începe imediat după uciderea lui Rikaine Delmarre, un fetolog de pe Solaria, o planetă ostilă Pământului din punct de vedere politic. La cererea guvernului solarian, Elijah Baley este detașat pentru a investiga crima, însoțit din nou de partenerul robot umanoid R. Daneel Olivaw.
Înainte de a pleca, guvernul pământean îi cere să studieze slăbiciunile societății solariene. Solaria are o populație atent controlată de douăzeci de mii de locuitori, pentru fiecare dintre aceștia existând câte zece mii de roboți. Din momentul nașterii, oamenii sunt învățați să evite contactul personal cu alt om, trăind pe proprietăți imense singuri sau alături de partenerul de viață. Comunicarea se face prin teleprezență holografică.
Baley află că vecinul lui Delmarre, roboticianul Jothan Leebig, lucrează la o metodă de a ocoli incapacitatea roboților de a ucide oameni. Folosindu-se de o problemă semantică a celor trei legi ale roboticii, el îl ucide pe Rikaine prin intermediul soției lui, Gladia, apoi instrumentează otrăvirea șefului serviciului de securitate solarian. El se bazează pe faptul că, dacă un robot nu știe că acțiunea sa îi poate dăuna omului, nu va fi oprit de Prima Lege. Implicațiile viitoare ale acestui lucru sunt reprezentate de posibilitatea folosirii roboților în războaie.
Temându-se de contactul cu alt om, Leebig se sinucide înainte de a fi luat în custodie, ironia fiind aceea că "omul" cu care nu voia să se întâlnească era robotul cu înfățișare umană, Olivaw. Deși știe că și Gladia este vinovată, Baley nu dezvăluie implicațiile ei în cadrul crimei, în parte fiindcă e de părere că presiunea modului de viață solarian stă la baza căderii ei psihice și o trimite în capitala coloniilor spațiene, Aurora.
Revenit pe Pământ ca un erou, Baley aduce și informațiile cerute, care permit guvernului pământean să prezică prăbușirea societăților spațiene.

### Capitolele
| 1. Se pune o intrebare 2. Se ivește un prieten 3. Se află numele victimei 4. Se vizionează o femeie 5. Se discută despre crimă 6. Se respringe o teorie 7. Se îmboldește un doctor 8. Se desfide un spațian 9. Se contracarează un robot | 10. Se descoperă o cultură 11. Se inspectează o crescătorie 12. Se ratează o țintă 13. Se înfruntă un robotician 14. Se dezvăluie un mobil 15. Se colorează un portret 16. Se oferă o soluție 17. Se ține o ședință 18. Se dă răspuns la o întrebare |

### Personajele (în ordinea apariției)
- Elijah Baley - detectiv categoria a 6-a din corpul de poliție al Orașului New York
- Albert Minnim - subsecretar al Ministerului Justiției, cel care îl însărcinează pe Baley cu ancheta
- R. Daneel Olivaw - robot umanoid, partener de investigație al lui Baley
- Hannis Gruer - șeful serviciului de securitate solarian
- Rikaine Delmarre - fetolog de pe Solaria, a cărui moarte o anchetează Baley și Olivaw
- Gladia Delmarre - soția lui Rikaine
- Altim Thool - doctorul care îl tratează pe Gruer după ce acesta este otrăvit
- Corwin Attlebish - principalul asistent al lui Gruer, șef interimar al serviciului de securitate
- Anselmo Quemot - sociolog solarian
- Klorissa Cantoro - asistenta lui Rikaine Delmarre
- Jothan Leebig - robotician solarian, bun prieten al Gladiei și adversar al lui Rikaine, a cărui ucidere o orchestrează

## Opinii critice
Criticul revistei Galaxy, Floyd C. Gale, a lăudat romanul ca fiind „un exercițiu interesant de deducție științifică”.

## Adaptări
Romanul a fost adaptat pentru televiziune în cadrul unui episod al celui de-al treilea sezon al serialului britanic Out of the Unknown, Baley fiind interpretat de Paul Maxwell, iar R. Daneel Olivaw de David Collings. Difuzată de BBC2 pe 18 februarie 1969, povestea a fost dramatizată de Robert Muller și regizată de Rudolph Cartier, muzica și efectele speciale fiind create de Delia Derbyshire de la BBC Radiophonic Workshop.
Deși episodul a fost șters de BBC și nu mai există nicio copie, trei secvențe sonore ale Deliei Derbyshire au fost publicate pe o înregistrare de efecte sonore a celor de la BBC, cu titlurile "Heat Haze", "Frozen Waste" și Icy Peak".
În anii '80, Radiodifuziunea Română a prezentat în cadrul emisiunii Exploratorii lumii de mâine o adaptare radiofonică a romanului, cu titlul Anchetă pe Solaria.

## Traduceri în limba română
- 1975 - Soarele gol, Ed. Univers, Colecția romanelor științifico-fantastice nr. 2, traducere Florin Ionescu, 240 pag.
- 1993  - Soarele gol, Ed. Teora, Colecția SF nr. 2, traducere Florin Ionescu, 192 pag., ISBN 973-601-099-6
- 1999 - Soarele gol, Ed. Teora, Colecția SF nr. 2, traducere Florin Ionescu, 192 pag., ISBN 973-601-099-6
- 2007 - Soarele gol, Ed. Univers, Colecția "Cotidianul", 224 pag., ISBN 978-1-60257-019-1

## Vezi și
- „Mașina se oprește”  de E. M. Forster
- 1957 în științifico-fantastic